# 白石弓子
白石 弓子（しらいし ゆみこ、1975年3月12日 - ）は、日本の元タレント。

## 人物
1975年（昭和50年）、東京都生まれ。趣味は盆栽作り、好きな食べ物はから揚げである。自分の好きなところは明るいところ、嫌いなところは人見知りするところであり、自分のチャームポイントは目であるとしていた。
レースクイーンを経て、2001年（平成13年）10月から、ワンギャル（第5期生）のひとりとして、TBS系列のバラエティ番組 『ワンダフル』に出演した。所属芸能事務所は、株式会社キティ・フィルムであった。